# Vallemaio
Vallemaio è un comune italiano di 887 abitanti della provincia di Frosinone nel Lazio.

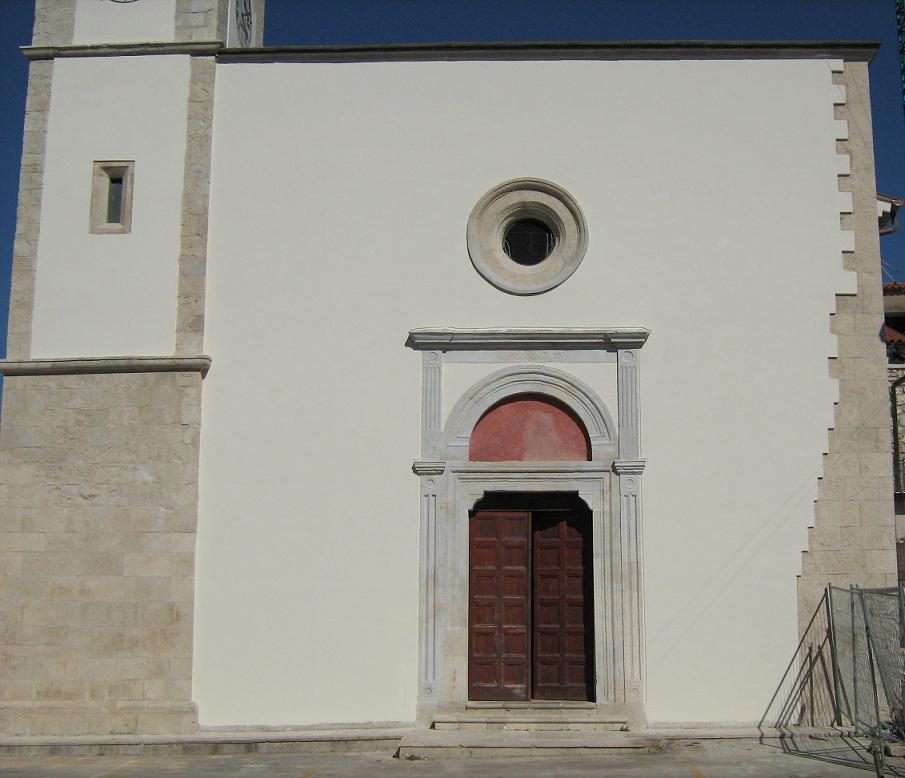
Chiesa dell'Annunziata

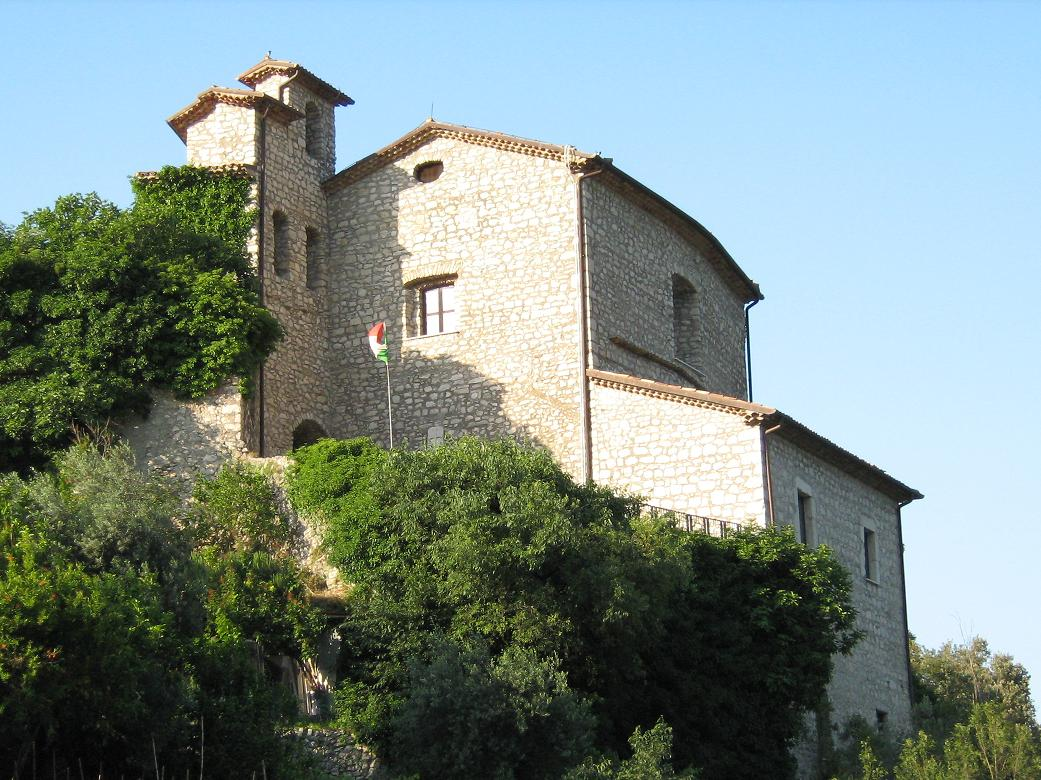
Chiesa di Santa Rosaria

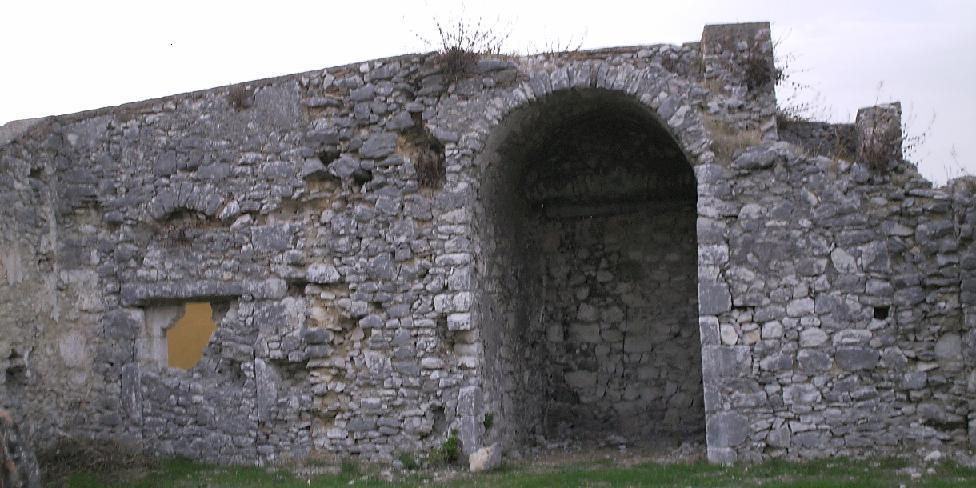
Chiesa di Santa Tommaso

## Geografia fisica

### Territorio
Il centro si trova a circa 300 m s.l.m. ed a circa 30 km dal mar Tirreno; malgrado ciò il clima invernale, a causa della conformazione del territorio, risulta particolarmente freddo. Sorge su di un poggio che si innalza s'una conca. 
Il territorio comunale è essenzialmente costituito da una zona montana, che raggiunge i 940 m.s.l. con il monte Maio, con due ampie valli, una ai piedi del centro, l'altra, Vallaura, destinata alle attività agricole e all'allevamento. Vi è una folta vegetazione. 
Il Comune rientra nella Valle dei Santi,  il territorio racchiuso tra le propaggini meridionali dei Monti Aurunci e delle Mainarde.

### Clima
Classificazione climatica: zona D, 1713 GR/G

## Origini del nome
Il toponimo Vallemaio ci ricorda che il paese giace alle falde del monte Maio. È divenuto nome del comune dal 1932; prima di allora era Vallefredda, toponimo che sottolineva il rigido clima che qui si ha in inverno.

## Storia
Le prime notizie sull'abitato risalgono al Medioevo, ma la presenza umana risale sicuramente ad epoche precedenti. Vallefredda fu edificata dai conti di Suio, ipati di Gaeta, verso l'anno 1000, e nel 1040 entrò con Suio nell'orbita di Montecassino ricevendo nel 1079 una Chartae libertatis, in cui venivano garantiti avanzati diritti agli abitanti.
Nel periodo successivo Vallemaio subì attacchi e conquiste: nel secolo XI i vallefreddani, alleati dei Normanni, furono attaccati dal condottiero imperiale Mark Vald; nel 1421 avvenne l'occupazione pontificia guidata da Braccio da Montone; con la fine del regime feudale nel 1806 finì la dipendenza dai monaci cassinati; il brigantaggio si diffuse nella zona dopo l'Unità d'Italia.
Durante la seconda guerra mondiale Vallemaio si trovò attraversata dalla linea Gustav, una linea fortificata difensiva approntata in Italia che divideva in due la penisola italiana: a nord le truppe tedesche (nel territorio formalmente in mano alla Repubblica Sociale Italiana), a sud gli Alleati. Si è combattuto per diversi mesi dopo l'8 settembre sul monte Maio, dove ancora si scorgono le trincee scavate; l'abitato fu quasi completamente distrutto, e molte rovine sono ancora visibili, con ingenti vittime civili.
Anche a Vallemaio si verificarono episodi di violenza sessuale, passati alla storia come Marocchinate, effettuati dai goumier marocchini inquadrati nel Corpo di spedizione francese in Italia..
Dopo la guerra il comune, a causa dell'emigrazione, ha subito un forte calo demografico mitigato dallo sviluppo industriale del cassinate e dal recente sviluppo commerciale dell'area. Fino a pochi decenni fa, l'economia era essenzialmente agricola, oggi il terreno incolto aumenta; a Valleaurea è ancora presente l'allevamento brado.

## Monumenti e luoghi d'interesse
Alcune opere d'arte sono state depredate dai nazisti. Il paese comunque conserva antiche sembianze: case affastellate, ripidi vicoli, resti delle mura e delle torri quattrocentesche.

### Architetture religiose
Chiesa dell'Annunziata
La chiesa dell'Annunziata con il suo portale del 1553, sormontato da un grande oculo lapideo, è la principale chiesa del paese. Di rilievo il trittico risalente al secolo XVI, posto sull'altare maggiore, in cui è rappresentata l'Annunciazione con intorno i Santi più venerati in zona, e le cosiddette Reggiolette, mattonelle di forma esagonale allungata, variamente decorate.
Chiesa di Santa Rosaria
Risalente al 1500, è nota soprattutto per il suo cimitero pensile.
Chiesa di San Tommaso
I resti dell'antica Chiesa di San Tommaso o del Castello si notano nella parte alta dell'abitato, pesantemente danneggiato durante la guerra.

## Società

### Evoluzione demografica
Abitanti censiti

### Religione
La popolazione professa per la maggior parte la religione cattolica e afferisce alla diocesi di Sora-Cassino-Aquino-Pontecorvo, ma fino all'anno 2014 faceva parte dell'abbazia territoriale di Montecassino.

### Lingue e dialetti
Da un punto di vista linguistico per Vallemaio valgono le stesse considerazioni che si possono fare per tutta la zona circostante. Il dialetto dell'antica "Vallefredda" è riconducibile ai dialetti meridionali, di cui fanno parte tutte le parlate dell'area del Basso Lazio che era anticamente compresa nel Regno di Napoli. Tuttavia possiamo rilevare alcune caratteristiche peculiari che differenziano il dialetto in questione da quello di altri paesi vicini, come per esempio il trattamento delle vocali atone finali (che sono nettamente percepibili) e l'andamento melodico della parlata, che riconduce ai Dialetti mediani del Lazio. In ciò, quindi vi è una differenza con alcuni comuni vicini (es. Cassino e San Giorgio a Liri) mentre vi è concordanza con altri situati sui Monti Aurunci (es. Castelforte, Santi Cosma e Damiano, Minturno, Ausonia, Coreno Ausonio).
Da un punto di vista morfologico e lessicale vi sono indubbiamente molti elementi "campani", come la metafonesi napoletana (dittongazione delle vocali e ed o che divengono ie e uo es. priesto, iuorno ecc.), comune ad altre località dell'Alta Terra di Lavoro (ad eccezione di Ausonia e Coreno Ausonio); la presenza del verbo àggio (es. àggio vìsto) ecc. Possiamo comunque rilevare, in via minoritaria, qualche accordo con l'area "mediana" del Lazio (la parte delle province di Frosinone e Latina compresa nello Stato Pontificio) come ad es. l'articolo gliù (il) e gli aggettivi possessivi (es. méio = mio, tèio = tuo, méia = mia).

## Cultura

### Istruzione

#### Musei
Museo delle Ombre, dedicato alla memoria dei combattimenti che si svolsero in paese, nella notte tra il 13 e 14 maggio 1944, tra le truppe tedesche e quelle marocchine.

## Economia
Di seguito la tabella storica elaborata dall'Istat a tema Unità locali, intesa come numero di imprese attive, ed addetti, intesi come numero di addetti delle imprese locali attive (valori medi annui).
|           | 2015                  |                              |                            |                |                       |                     | 2014                  |                | 2013                  |                |
| --------- | --------------------- | ---------------------------- | -------------------------- | -------------- | --------------------- | ------------------- | --------------------- | -------------- | --------------------- | -------------- |
|           | Numero imprese attive | % Provinciale Imprese attive | % Regionale Imprese attive | Numero addetti | % Provinciale Addetti | % Regionale Addetti | Numero imprese attive | Numero addetti | Numero imprese attive | Numero addetti |
| Vallemaio | 27                    | 0,08%                        | 0,01%                      | 35             | 0,03%                 | 0,002%              | 31                    | 36             | 33                    | 34             |
| Frosinone | 33.605                |                              | 7,38%                      | 106.578        |                       | 6,92%               | 34.015                | 107.546        | 35.081                | 111.529        |
| Lazio     | 455.591               |                              |                            | 1.539.359      |                       |                     | 457.686               | 1.510.459      | 464.094               | 1.525.471      |

Nel 2015 le 27 imprese operanti nel territorio comunale, che rappresentavano lo 0,08% del totale provinciale (33.605 imprese attive), hanno occupato 35 addetti, lo 0,03% del dato provinciale; in media, ogni impresa nel 2015 ha occupato un addetto (1,30).

## Infrastrutture e trasporti

### Strade
Il paese è collegato tramite la SP 80 ai paesi di Sant'Andrea del Garigliano e San Giorgio a Liri.

## Amministrazione
L'allora Vallefredda, ricompresa dal 1860 nella provincia di Terra di Lavoro, una provincia del Regno d'Italia, con capoluogo Caserta, nel 1927, a seguito del riordino delle circoscrizioni provinciali voluto dal governo fascista, passò dalla provincia di Terra di Lavoro a quella istituenda di Frosinone, e quindi dalla Campania al Lazio.. Nel 1932 Vallefredda cambia denominazione in Vallemaio.
Nel 1992 fu il comune fu dichiarato in dissesto finanziario.

### Altre informazioni amministrative
- Fa parte della XIX Comunità Montana "L'Arco degli Aurunci".